# Buñuel en el laberinto de las tortugas
Buñuel en el laberinto de las tortugas is een Spaanse animatiefilm uit 2018, geregisseerd door Salvador Simó. De film is gebaseerd op de gelijknamige striproman van de schrijver Fermín Solís en vertelt het verhaal van filmregisseur Luis Buñuel die de documentaire Las Hurdes, tierra sin pan aan het maken is.

## Verhaal
Parijs, 1930. Na het schandaal dat volgt op het uitbrengen van de film L'Âge d'or heeft Luis Buñuel geen geld meer, waardoor zijn volgende project in gevaar dreigt te komen. Hij wil graag een documentaire maken over een van de meest achtergestelde gebieden in Spanje, de regio Las Hurdes. Zijn goede vriend en beeldhouwer Ramón Acín Aquilué probeert hem op te vrolijken en belooft hem het project te financieren als hij de loterij wint.

## Rolverdeling
| Acteur                | Personage          |
| --------------------- | ------------------ |
| Jorge Usón            | Luis Buñuel        |
| Fernando Ramos        | Ramón Acín Aquilué |
| Luis Enrique de Tomás | Pierre Unik        |
| Cyril Corral          | Eli Lotar          |

## Ontvangst

### Recensies
Op Rotten Tomatoes geeft 100% van de 32 recensenten de film een positieve recensie, met een gemiddelde score van 7,34/10. Website Metacritic komt tot een score van 75/100, gebaseerd op 11 recensies, wat staat voor "Generally favorable reviews" (over het algemeen gunstige recensies)

### Prijzen en nominaties
Een selectie:
| Jaar | Prijs                           | Categorie                  | Genomineerde                           | Resultaat   |
| ---- | ------------------------------- | -------------------------- | -------------------------------------- | ----------- |
| 2020 | Premios Goya (34ste uitreiking) | Beste bewerkt scenario     | Eligio Montero, Salvador Simó          | Genomineerd |
| 2020 | Premios Goya (34ste uitreiking) | Beste debuterend regisseur | Salvador Simó                          | Genomineerd |
| 2020 | Premios Goya (34ste uitreiking) | Beste animatiefilm         | Buñuel en el laberinto de las tortugas | Gewonnen    |
| 2020 | Premios Goya (34ste uitreiking) | Beste filmmuziek           | Arturo Cardelús                        | Genomineerd |